# Martinus Loutschani
Martinus Loutschani, död 4 december 1729, var en svensk organist i Kristine kyrka,  Falun.

## Biografi
Martinus Loutschani kom från Ungern och inskrevs 1696 vid Uppsala universitet för teologistudium. Han blev omedelbart kunglig stipendiat, 1700-1702 som musikant under director musices Christian Zellinger. 1709 utsågs han till organist i Kristine kyrka, Falun där han gifte sig 1716 med Catherina Holmer. Han avled 1729. Till sin efterträdare utsåg han eleven "hoboisten" Johan Fredric Ratsman.
Loutschani ansågs vara en god improvisatör. På orgelläktaren musicerade han ofta med en tidsenlig instrumentalensemble.